# Vila Nova de Poiares
Vila Nova de Poiares is een plaats en gemeente in het Portugese district Coimbra.

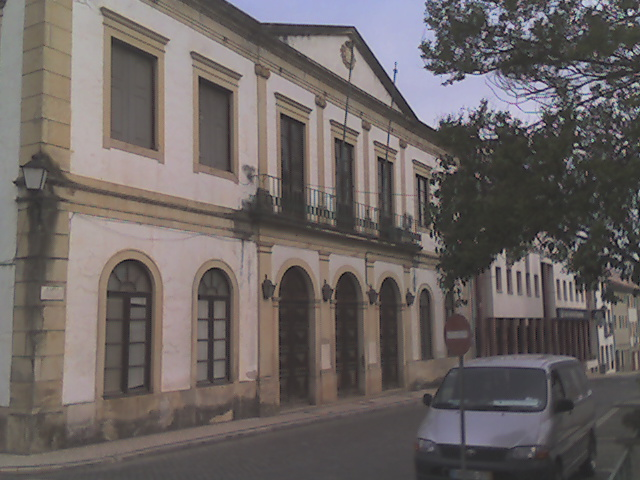
Gemeentehuis

## Plaatsen in de gemeente
- Arrifana
- Lavegadas
- Santo André de Poiares
- São Miguel de Poiares